# Jürgen Kühling (Jurist, 1934)

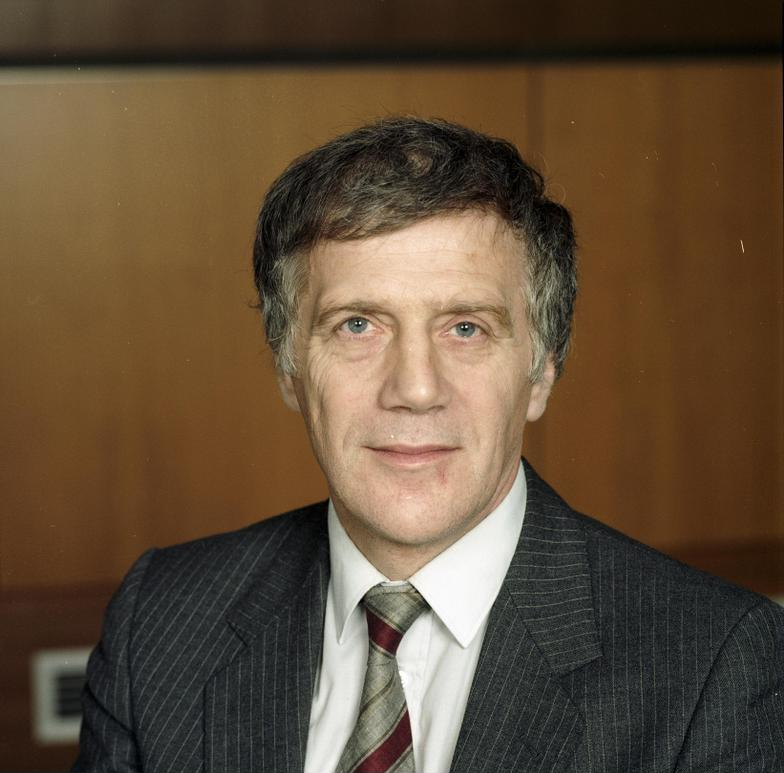
Jürgen Kühling 1989

Jürgen Kühling (* 27. April 1934 in Osnabrück; † 16. Dezember 2019) war ein deutscher Jurist. Er war von 1989 bis 2001 Richter des Bundesverfassungsgerichts. 

## Leben
Kühling studierte Rechtswissenschaften an den Universitäten Freiburg, Göttingen, München und Rom.
Nach Studium und Promotion war Kühling zunächst von 1965 bis 1966 in der
Rechtsabteilung der Volkswagen AG in Wolfsburg tätig, ehe er die Richterlaufbahn einschlug und Richter am Verwaltungsgericht in Hannover wurde. Nach einer Zeit der Abordnung als wissenschaftlicher Mitarbeiter an das Bundesverwaltungsgericht wurde er 1972 in das niedersächsische Justizministerium berufen. 1979 wurde Kühling zum Richter am Bundesverwaltungsgericht ernannt.
Am 12. Juli 1989 wurde Kühling auf Vorschlag der SPD zum Richter des Bundesverfassungsgerichts gewählt, wo er sich vor allem mit den verfassungsrechtlichen Bezügen des Arbeitsrechts befasste. Kühling gehörte dem ersten Senat des Bundesverfassungsgerichts an und schied am 23. Januar 2001 auf eigenen Wunsch kurz vor Ablauf der zwölfjährigen Amtszeit aus dem Amt aus. Er verfasste als Berichterstatter unter anderem das Urteil zum Ruhen von Arbeitsverhältnissen im öffentlichen Dienst auf Grund des Einigungsvertrages zum Nachtarbeitsverbot für Frauen, zur Benachteiligung von Frauen bei Einstellungen, zum Kurzarbeitergeld bei Regionalstreiks und zu Betriebsrentenanwartschaften im öffentlichen Dienst. 
Jürgen Kühling, der Mitglied der SPD war, war als Anwalt in Hamburg tätig. Er war verheiratet und hatte zwei Kinder.

## Schriften (Auswahl)
- Jürgen Kühling, Winfried Rasbach, Claudia Busch: Energierecht. 4.  Auflage. Nomos, Baden-Baden 2017, ISBN 978-3-8452-8002-8.

## Interview
- Rolf Lamprecht, Paul Lersch, Jürgen Kühling: „Ein gefährliches Spiel“. In: Der Spiegel. Nr. 47, 1992 (online – 16. November 1992).